# Bach von Erzhausen
Der Bach von Erzhausen (auch: Gänswiesenbach oder Weihergraben) ist ein etwa acht Kilometer langer, ostsüdöstlicher und linker Zufluss des Hegbachs in Erzhausen.

## Etymologie
Seinen Namen erhielt der Bach von Erzhausen vermutlich aufgrund seines Verlaufs durch Erzhausen.
Der Name Gänswiesenbach bezieht sich auf die Gänswiese.

## Verlauf
Der Bach von Erzhausen entspringt in der Nordostecke des Faulbruchs bei Erzhausen.
Er durchquert den Faulbruch in westlicher Richtung.
Der Bach unterquert am Westrand des Bruchs die Bahnstrecke Frankfurt am Main–Heidelberg.
Danach fließt der Bach fast geradlinig durch Erzhausen.
Westlich von Erzhausen durchquert er die Vorderste Tagwiese und unterquert danach die A5.
Westlich der A5 durchquert der Bach von Erzhausen die Hinterste Tagwiese in westliche Richtung.
Danach durchquert er die Gänswiese ebenfalls in westliche Richtung.
Am Südrand von Mörfelden mündet der Bach von Erzhausen von links und Osten in den Hegbach;
und fließt weiter über den Schwarzbach;
der später wiederum bei Ginsheim-Gustavsburg über den Ginsheimer Altrhein in den Rhein mündet.
Sein 8 km langer Lauf endet ungefähr 28 Höhenmeter unterhalb seiner Quelle, er hat somit ein mittleres Sohlgefälle von etwa 3,5 ‰.
Der Bach von Erzhausen wird von mehreren kleinen Bächen und Entwässerungsgräben gespeist.

Der Bach von Erzhausen
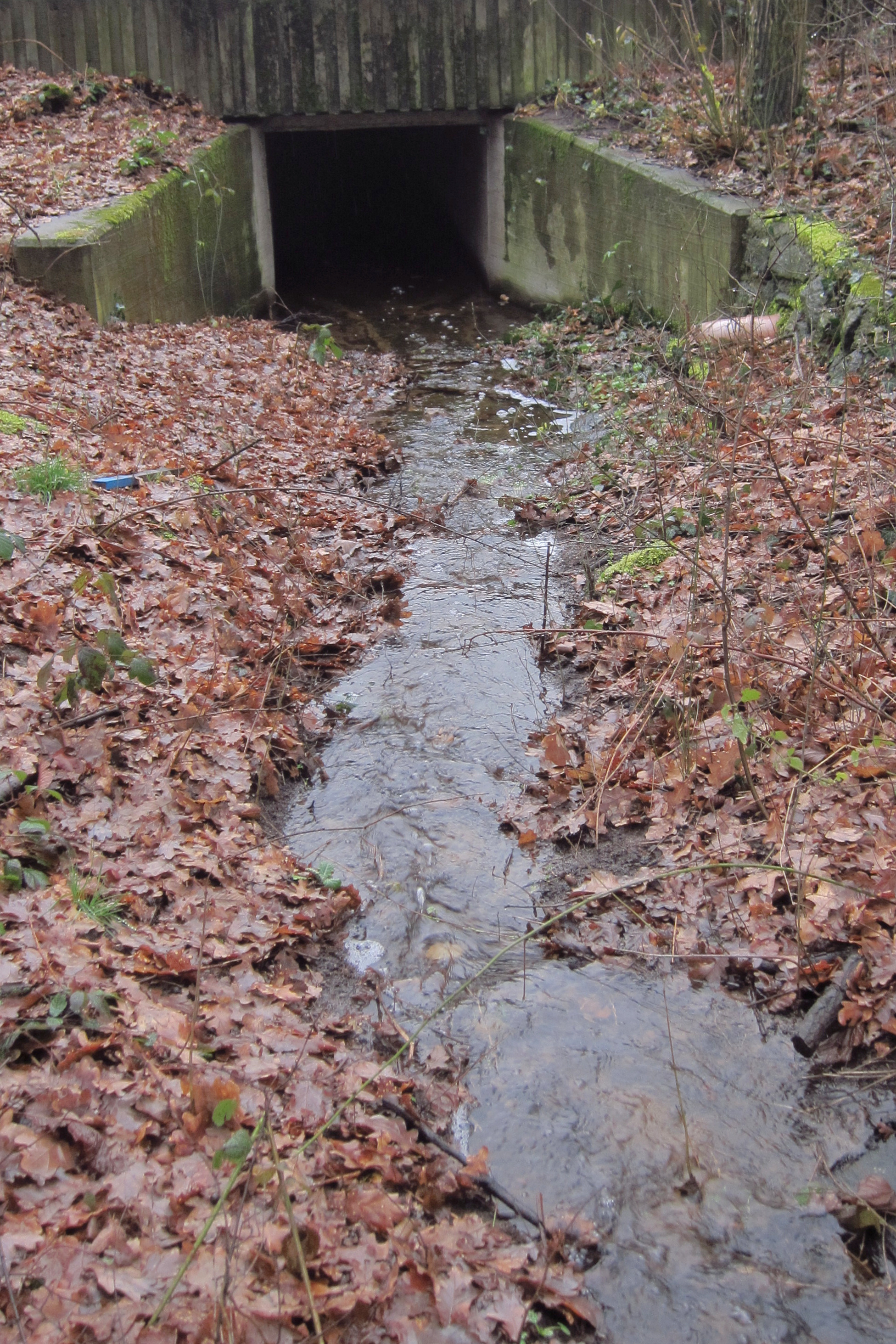
… am Erzhausener Bahnhof
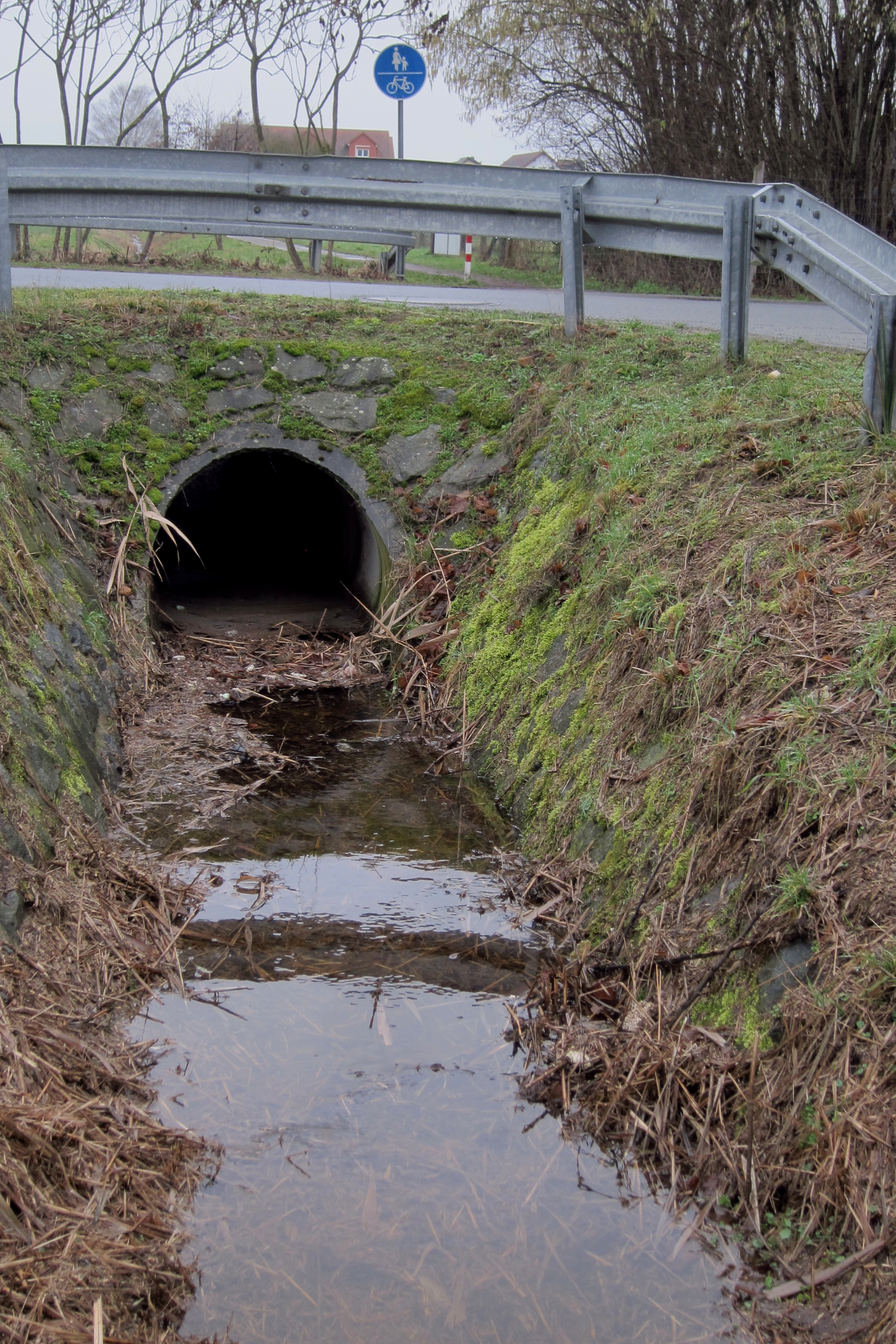
… am westlichen Ortsrand
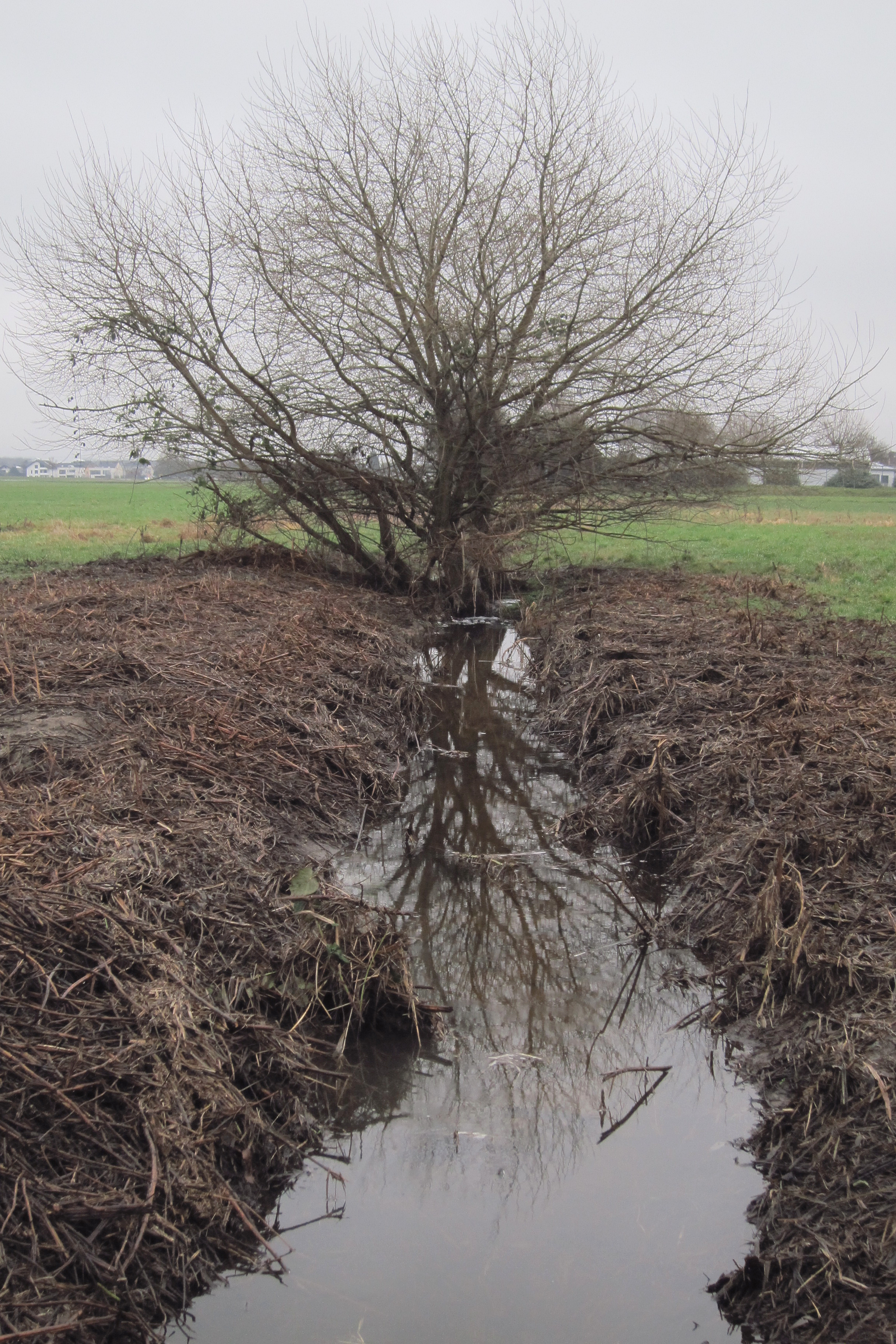
… westlich des Orts

## Geschichte
Bis zum Bau der Kanalisation in Erzhausen, in den 1960er-Jahren, diente der Bach von Erzhausen auch als Abwasserkanal.